# Nashville (Carolina do Norte)
Nashville é uma cidade  localizada no estado norte-americano de Carolina do Norte, no Condado de Nash.

## Demografia
Segundo o censo norte-americano de 2000, a sua população era de 4309 habitantes.
Em 2006, foi estimada uma população de 4501, um aumento de 192 (4.5%).

## Geografia
De acordo com o United States Census Bureau tem uma área de 7,8 km², dos quais 7,8 km² cobertos por terra e 0,0 km² cobertos por água. Nashville localiza-se a aproximadamente 57 m acima do nível do mar.

## Localidades na vizinhança
O diagrama seguinte representa as localidades num raio de 16 km ao redor de Nashville.